# Doderer
Doderer ist ein deutscher Familienname.

## Herkunft und Bedeutung
Der Name ist abgeleitet von dem aus dem oberdeutschen Dialekt stammenden Wort "toderer" und bedeutet "Stotterer".

## Varianten
- Doberer
- Doder
- Doderlein
- Döderlein

## Namensträger
- Alfred Doderer-Winkler (1929–2019), deutscher Ingenieur und Unternehmer, siehe Winkler+Dünnebier
- Beatrix Doderer (* 1966), deutsche Schauspielerin und Kabarettistin
- Carl Wilhelm Christian von Doderer (1825–1900), österreichischer Architekt und Professor
- Gerhard Otto Doderer (* 1944), deutscher Musikwissenschaftler
- Heimito von Doderer (1896–1966), österreichischer Schriftsteller
- Johanna Doderer (* 1969), österreichische Komponistin
- Klaus Doderer (1925–2023), deutscher Kinder- und Jugendbuchforscher
- Otto Doderer (1892–1962), deutscher Journalist und Schriftsteller
- Richard Gottlieb Wilhelm von Doderer (1876–1955), österreichischer Ingenieur und Industrieller
- Wilhelm Carl Gustav von Doderer (1854–1932), österreichischer Architekt, Ingenieur und Bauunternehmer
- Yvonne P. Doderer (* 1959), deutsche Architektin